# Thượng Đế trong Hồi giáo
Trong Hồi giáo, Thiên Chúa (tiếng Ả Rập: الله Allāh) là Đấng Tạo Hóa, điểm tựa toàn năng và toàn tri và là Đấng Phán xét của mọi sự sống. Hồi giáo  nhấn mạnh rằng Thiên Chúa là độc nhất (tawḥīd ), duy nhất (wāḥid ) và vốn chỉ có một (aḥad ), có tất cả sự từ bi và toàn năng. Theo giáo lý Islam, Thiên Chúa hiện hữu khắp mọi nơi và theo Thiên kinh Qur'an, "Không cái nhìn nào bắt kịp Ngài trong lúc Ngài bắt kịp mọi cái nhìn; bởi vì Ngài là Đấng Tinh-tế, Am tường". Thượng đế, theo như tham chiếu trong Kinh Qur'an, là Thiên Chúa duy nhất.
Định nghĩa của Allah được đưa ra trong Surat thứ 112 Al-'Ikhlāş ("Sự Thuần khiết"): Hãy bảo: "Ngài, Allah, là Một (Duy nhất). Allah là Đấng Samad. Ngài không sinh đẻ ai, cũng không do ai sinh ra, và cũng không một ai có thể ngang bằng với Ngài.
Trong đạo Islam, Thiên Chúa có 99 tên gọi (al-asmāʼ al-ḥusná có nghĩa là: "Những cái tên tốt nhất"). Mỗi trong số đó đều gợi lên một thuộc tính riêng biệt của Ngài. Tất cả tên gọi đó đều đề cập đến Allah, tên của Thiên Chúa tối cao và toàn diện. Trong số 99 cái tên của Thiên Chúa, tên gọi quen thuộc nhất và phổ biến nhất là "Đấng Rất Mực Độ Lượng" (al-raḥmān) và "Đấng Rất Mực Khoan Dung" (al-raḥīm).

## Tên gọi

### Allah
Allah là một từ trong tiếng Ả Rập được dùng bởi tín đồ Hồi giáo (cũng như Ki-tô giáo và Do Thái giáo nói tiếng Ả Rập) để chỉ Thiên Chúa duy nhất, trong khi ilāh (tiếng Ả Rập: إله) là một thuật ngữ được sử dụng cho Chúa Trời hay một vị thần nói chung.  Nó có liên quan đến từ ʾĔlāhā trong tiếng Aramaic, ngôn ngữ của Đức Chúa Giê-su.

### Các danh xưng khác

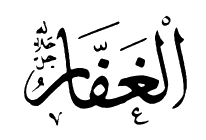
ALA bằng Thư pháp

Thiên Chúa được mô tả và gọi trong Thánh kinh Qur'an và hadith bằng tên hoặc các thuộc tính nhất định của Ngài. Thiên kinh Qur'an đề cập đến các thuộc tính của Thiên Chúa như là "danh xưng đẹp nhất" của Thiên Chúa. Theo Gerhard Bowering,
99 danh xưng được liệt kê theo truyền thống bên cạnh danh xưng cao nhất (al-ism al-ʾaʿẓam), danh xưng tối cao của Thiên Chúa: Allāh. locus classicus cho danh sách các danh xưng thiêng liêng trong các đoạn thơ trong kinh Qur'an là 17:110, "Cầu nguyện Allah hay cầu nguyện Đấng Rất Mực Khoan Dung, cầu nguyện Ngài với bất cứ danh xưng nào bởi vì Ngài có các danh xưng tốt đẹp nhất "và 59:22-24, bao gồm một câu gồm hơn một chục danh xưng thiêng liêng."— Gerhard Böwering, God and his Attributes

Các danh xưng thông dụng nhất của Thiên Chúa trong Hồi giáo là:
- Đấng cao cả nhất (al-Ala)
- Đấng toàn năng (al-ʻAziz)
- Đấng tha thứ (al-Ghaffār)
- Đấng chu cấp (ar-Razzāq)
- Đấng Trường sinh (al-Ḥayy)
- Đấng chúa tể và yêu dấu của thế giới (Rabb al-ʻĀlamīn)
- Đấng chân lý (al-Ḥaqq)
- Đấng Chúa tể vĩnh hằng (al-Bāqī)

### Thành ngữ và tục ngữ
Có rất nhiều thành ngữ và tục ngữ gọi Thiên Chúa.
- Tasbīḥa: Subḥana ’llāh "Thiên Chúa là Đấng Vinh Quang"
- Takbīra: Allāhu akbar "Thiên Chúa là Đấng Vĩ Đại Nhất"
- Taḥmīda: Al-ḥamdu lillāh "Xin tạ ơn Thiên Chúa"
- Tahlīla: Lā ilāha illā 'lla "Không có thần thánh nào ngoài Thiên Chúa"
- Inna Lillahi wa inna ilaihi raji'un وَإِنَّـا إِلَيْهِ رَاجِعونَ  "Quả thật, chúng tôi thuộc về Thiên Chúa và chúng tôi sẽ trở về với Ngài" (Sura 2:156)
- Bismi-llāh بسم الله "Nhân danh Thiên Chúa"
- In šāʾ Allāh إن شاء الله "Nguyện vọng của Thiên Chúa" hay "Thánh Ý Thiên Chúa "
- Mā šāʾ Allāh ما شاء الله  "Thiên Chúa muốn như thế"
- Astaghfirullāh أستغفر الله " "Tôi tìm kiếm sự tha thứ của Thiên Chúa"
- Jazakallāh جزاك الله "Cầu xin Thiên Chúa trao thưởng cho bạn"
- ’A‘ūdhu billāh A`ūdhu billāhi min ash-shaitāni r-rajīmi أَعُوْذُ بِاللهِ مِنَ الشَّـيْطٰنِ الرَّجِيْمِ "Tôi quy y Thiên Chúa từ Shaitan, kẻ đáng nguyền rủa."[14]
- Fī sabīl Allāh في سبيل الله "theo mục đích của Thượng đế"
- Yarḥamuk-Allāh يرحمك الله "cầu xin Thiên Chúa thương xót bạn"

Nhiều lời nói kính cẩn thường được nói hoặc viết cạnh từ Allah:
- Subḥānahu wa ta'āla سبحانه و تعالى "Cầu mong Ngài được sáng danh và tôn vinh", thường được viết tắt là "SWT" hoặc "swt".[15]
- Jalla Jalālahu جل جلاله "Cầu mong vinh quang của Ngài được tôn vinh",[16] thường được thấy bên cạnh từ Allah[17] ﷻ.
- ‘Azza wajall عز و جل "uy nghi và vinh quang"

## Đặc tính

### Tính Duy Nhất
Khái niệm cơ bản nhất của Hồi giáo hệ thống nhất thần nghiêm ngặt gọi là Tawhid, khẳng định rằng Thiên Chúa là Đấng Duy Nhất và không thể so sánh được với bất kỳ ai (wāḥid). Tín ngưỡng cơ bản của đạo Hồi, Shahada (đọc lời tuyên thệ để nhập giáo), liên quan đến câu لا إله إلا الله (lā ʾilāha ʾillallāh), hoặc "Tôi làm chứng rằng không có thánh thần ngoài Allah." Kinh Qur'an khẳng định sự tồn tại của một sự thật và thế giới siêu việt tuyệt đối duy nhất; một hữu thể độc đáo và không thể là người độc lập của toàn thể tạo vật.
Hãy bảo: “Ngài, Allah, là Một, là Duy nhất;
Allah là Đấng Samad;
Ngài không sinh đẻ ai, cũng không do ai sinh ra;
Và không một ai có thể ngang bằng với Ngài.— Quran, Sura 112 (Al-Ikhlas), ayat 1-4

Và Rabb của Ngươi Tự Đầy đủ và đầy lòng Khoan dung. Nếu muốn, Ngài có thể tiêu diệt các người bất cứ lúc nào và đưa ai mà Ngài muốn đến kế tục các người giống như việc Ngài đã cho sinh sản các người từ con cháu của đám người khác.— Quran, Sura 6 (Al-An'am), ayah 133